# Alberto Calderón
Pour les articles homonymes, voir Calderón.
Alberto Pedro Calderón (14 septembre 1920 – 16 avril 1998) est un mathématicien argentin.

## Biographie
Alberto Calderón est connu pour ses travaux sur la théorie des équations aux dérivées partielles et sur les opérateurs intégraux singuliers. Il est considéré comme l'un des mathématiciens les plus importants du XXe siècle. Il est né à Mendoza en Argentine et mourut à Chicago aux États-Unis.
Calderón est diplômé en génie civil de l'université de Buenos Aires en 1947 et a obtenu un doctorat en mathématiques de l'université de Chicago en 1950.
En 1958, Calderón publie un de ses résultats les plus importants sur l'unicité de la solution du problème de Cauchy pour les équations aux dérivées partielles. Avec son directeur Antoni Zygmund, il formule le lemme de Calderón-Zygmund sur les opérateurs intégraux singuliers.
Durant sa carrière, il occupe des postes universitaires à l'université nationale de Buenos Aires, l'université d'État de l'Ohio, l'Institute for Advanced Study de Princeton, le Massachusetts Institute of Technology et l'université de Chicago, il prend sa retraite en 1985. Il reçoit plusieurs prix pour ses travaux, dont le prix Bôcher en 1975, le prix Wolf en 1989 et la National Medal of Science en 1991.
Le prix Calderón de l'Inverse Problems International Association est nommé en son honneur.